# Oranjepolder (Slijkplaat)
De Oranjepolder is een polder ten zuiden van Slijkplaat, behorend tot de Oranjepolders.
De polder werd bedijkt in 1618 en de benaming verwijst uiteraard naar het Huis Oranje-Nassau. De polder is 791 ha groot en wordt omgeven door de Oranjedijk en de Statendijk.
In de polder ligt de buurtschap Klakbaan en aan de rand van de polder vindt men nog de buurtschappen Sasput, Roodenhoek en Oudeland. Ook liggen enkele kreekrestanten in en langs de polder, namelijk de Gaternissekreek en enkele zijtakken daarvan.
Tot de boerderijen in deze polder behoren het Plankenpoortje, De Wiekslag, en de Reigershoeve.